# Can't Buy Me Love (película)
Can't Buy Me love (No puedes comprar mi amor en España y Novia se alquila en Hispanoamérica) es una película de comedia romántica adolescente estadounidense de 1987 protagonizada por Patrick Dempsey y Amanda Peterson y dirigida por Steve Rash.
Trata de la historia de un estudiante con poco éxito con las chicas de una escuela de secundaria en Tucson, Arizona, que le entrega 1000 dólares a su vecina, popular animadora del instituto, para fingir ser su novia durante un mes. La película toma su título de la canción de The Beatles de 1964 «Can't Buy Me Love».

## Sinopsis
Ronald Miller es un típico nerd de la escuela secundaria que vive en los suburbios de Tucson, Arizona. Ha pasado todo el verano cortando césped para ahorrar y comprar un telescopio. En un momento oportuno, hace un trato con la vecina de al lado, la animadora popular hermosa Cynthia "Cindy " Mancini. Cindy había tomado prestado el traje de gamuza caro de su madre sin permiso, para llevarlo a una fiesta, sólo para que Quint accidentalmente derramara vino tinto en ella. Cindy a regañadientes está de acuerdo en ayudar a Ronald a ser popular en el colegio, fingiendo ser su novia durante un mes por $1000 que había ahorrado de jardinero, a pesar de que la chica ya tiene un novio llamado Bobby, que está asistiendo a la Universidad de Iowa.  
Ronald entonces intercambia sus tontos y amigos por los estudiantes populares y superficiales, se somete a un completo cambio de imagen, de cabello y de ropa bajo la dirección de Cindy. Con el tiempo, un lazo se desarrolla entre los dos. Ella le permite leer un poema que escribió que significa mucho para ella. Revela sus intereses en astronomía y los viajes espaciales. Para la última semana que Ronald tiene ya pagada a Cindy, ella sugiere que le gustaría darle un beso, pero él entiende mal. Al día siguiente en la escuela, dramáticamente "rompen" en frente de una multitud, pero Ronald toma las cosas demasiado lejos y dice algunas cosas hirientes sobre Cindy delante de sus amigos. Ella de forma tranquila y distante, le advierte que la popularidad es un trabajo duro y que necesita estar seguro de lo que realmente quiere. Al día siguiente, ella lo ve comportarse arrogantemente en la escuela, y se pone celosa cuando lo ve coqueteando con sus mejores amigas Barbara y Patty.
Ronald lleva a Patty a un baile en la escuela, donde realiza un baile que aprendió de un programa cultural africano en la televisión pública. Al principio, los otros chicos están desconcertados, pero pronto se unen, y el nuevo "trendy " de Ronald, el baile, aumenta su popularidad. En la noche de Halloween, él y otros chicos conducen a la casa de Kenneth, el mejor amigo de Ronald, donde los atletas prueban su lealtad obligándolo a lanzar excrementos de perros en la casa de Kenneth. Kenneth está en espera y atrapa a Ronald, pero lo deja ir antes de que su padre pueda llamar a la policía. Kenneth molesto ignora a Ronald al día siguiente en la escuela evadiendo cualquier clase de disculpas.
En una fiesta de año nuevo en la casa de Big John, Ronald comienza a beber y tiene una cita romántica con una chica llamada Iris en el baño. Cindy camina y oye a Ronald recitando a Iris su poema especial. Devastada, empieza a beber aún más. Más tarde, como una sorpresa, el novio de Cindy, Bobby, aparece en la fiesta. Después de que él se entera de su "relación" con Ronald, él rompe con ella. Ella trata de explicar la situación, pero la rechaza. En la ira y la frustración, ella le dice a los asistentes de la fiesta la verdad. Rechazado y abatido, Ronald se va y pasa la noche en su garaje llorando. Cuando la escuela se reanuda, se encuentra a sí mismo aludido por los "Jocks " y los nerds. Sus intentos de reconciliarse con Cindy y Kenneth son rechazados. 
Ronald tiene la oportunidad de redimirse. Kenneth, ayudando a Patty con su tarea de matemáticas, es ordenado por Quint para volver a su lado de la cafetería o recibir una paliza. Ronald interviene, amenazando con romper el brazo lanzador de Quint si no deja a Kenneth en paz. Ronald señala que los tres eran todos amigos en un momento: cuando tenían nueve años, Quint cayó de su casa del árbol y se rompió el brazo. Kenneth y Ronald le llevaron doce cuadras al hospital. Ronald confiesa que estaba desesperado por ser popular en la escuela, pero se equivocó al intentar comprar su entrada. Ronald continúa diciendo que la dinámica cool/nerd son "puras tonterías, es suficientemente duro es ser uno mismo", y se aleja. Quint se disculpa con Kenneth y los dos se dan la mano mientras toda la escuela aplaude. 
Después del incidente, Ronald realiza un escándalo en la mañana para tratar de hablar con Cindy, ya que habían pasado días sin hablar con ella, donde, él la culpa de todo lo sucedido y que solo quería sentir ser popular y estar con ella. Al poco tiempo en una salida con sus amigos populares, que pasan buscando a Cindy, Ronald sigue trabajando en el césped y es saludado por todos ellos despidiendose. Después de unos segundos, el vehículo da marcha atrás y Cindy se baja, gritándole a Ronald lo mucho que lo ama, subiéndose a la podadora de césped donde los cubre el ocaso del sol de atardecer. Se dan un tierno beso entre los dos, seguido del tema interpretado por The Beatles «Can't Buy Me Love».

## Reparto
| Actor            | Personaje      |
| ---------------- | -------------- |
| Patrick Dempsey  | Ronald Miller  |
| Amanda Peterson  | Cindy Mancini  |
| Courtney Gains   | Kenneth Wurman |
| Seth Green       | Chuckie Miller |
| Sharon Farrell   | Mrs. Mancini   |
| Tina Caspary     | Barbara        |
| Darcy DeMoss     | Patty          |
| Sebastian Laneri | Quint          |
| Eric Bruskotter  | Big John       |
| Gerardo Mejía    | Ricky          |
| George Gray      | Bobby          |
| Dennis Dugan     | David Miller   |
| Cloyce Morrow    | Judy Miller    |
| Devin DeVasquez  | Iris           |
| Ami Dolenz       | Fran           |